# Philippe Bassinet
Pour les articles homonymes, voir Bassinet.
Philippe Bassinet, né le 18 juillet 1942 à Moulins (Allier), est un homme politique français.

## Biographie
Assistant d'université de profession, il se présente en 1981 aux élections législatives dans la 13e circonscription des Hauts-de-Seine et arrive en deuxième position derrière le député-maire de Montrouge Henri Ginoux mais devant le candidat communiste Henri Ravera qui se retire. Il remporte alors le scrutin avec 55,46 % des suffrages.
Lors des municipales de 1983, il est la tête de liste de l'union de la gauche à Montrouge mais il est largement défait par le maire sortant. Obtenant sept sièges sur 39, il fait son entrée au conseil municipal.
En 1986, avec l'introduction du scrutin proportionnel, il conduit la liste socialiste « Pour une majorité de progrès avec le président de la République » qui obtient 28,26 % et 4 élus. Deux ans plus tard, avec le retour du scrutin majoritaire à deux tours, il se présente dans la 11e circonscription (Montrouge, Bagneux, Malakoff) et est réélu avec 58,54 % des voix face au candidat UDF Gérard Trouvé. Au cours de cette législature, il devient premier questeur de l'Assemblée nationale.
En 1992, il est élu conseiller régional d'Ile-de-France.
Candidat à un quatrième mandat en 1993, il est cependant battu dès le premier tour, terminant en troisième position derrière le RPR Alain Robert et la communiste Janine Jambu. Cette dernière lui succède.
Au Parti socialiste, il a été premier secrétaire fédéral des Hauts-de-Seine et a siégé à la Commission nationale des conflits.

## Détail des fonctions et des mandats
Mandats parlementaires
- 2 juillet 1981 - 1er avril 1986 : député de la 13e circonscription des Hauts-de-Seine
- 16 mars 1986 - 14 mai 1988 : député des Hauts-de-Seine
- 13 juin 1988 - 1er avril 1993 : député de la 11e circonscription des Hauts-de-Seine

Mandats européens
- 30 septembre 1981 - 23 novembre 1983 : suppléant de l'Assemblée parlementaire du Conseil de l'Europe[1]
- 23 novembre 1983 - 5 février 1993 : représentant à l'Assemblée parlementaire du Conseil de l'Europe[1]

Mandats locaux
- 1992 - 1998 : conseiller régional d'Ile-de-France
- 2002 - 2004 : conseiller régional d'Ile-de-France
- Conseiller municipal de Montrouge